# 山区新娘
是2024年上映的劇情片，由莫拉·德尔佩罗执导、编剧、监制。电影于2024年9月2日在第81屆威尼斯影展首映，获評審團大獎。电影代表意大利参加第97届奥斯卡金像奖最佳国际影片奖角逐。

## 剧情
1944年，在意大利偏远山区的韦尔米廖村（Vermiglio），逃兵皮特罗进入当地老师一家，爱上了老师的大女儿，从而改变所有人的人生轨迹。

## 演员
- 朱塞佩·德多梅尼科（Giuseppe De Domenico）
- 托马斯·拉格诺（英语：Tommaso Ragno）
- 玛蒂娜·斯科林奇（Martina Scrinzi）
- 罗伯塔·罗韦利（Roberta Rovelli）
- 卡洛塔·甘巴（Carlotta Gamba）
- 奥里埃塔·诺塔里（Orietta Notari）
- 萨拉·萨里约科（英语：Sara Serraiocco）

## 制片
主体拍摄于2023年8月启动，12月杀青。电影在意大利特伦蒂诺-上阿迪杰大区韦尔米廖、卡恰托、考马辛等城镇取景。电影由意大利Cinedora、法国Charades和比利时Versus共同制作。导演德尔佩罗在父亲去世后萌生了制作本片的想法，希望借此保存伴随父亲成长的文化传统，为此在前期制作阶段采访众多当地人。

## 发行
电影于2024年9月2日在第81屆威尼斯影展全球首映，北美首映礼于2024年多伦多国际电影节举行。此外还入选第54届鹿特丹国际电影节“聚光灯”（Limelight）单元。
电影于2024年9月19日在意大利院线上映，由Lucky Red发行。

## 反响

### 专业评价
电影获得影评人普遍好评。根据評論匯總网站爛番茄汇总的21篇评论文章，90%的评论家给予该作正面评价，平均打分为8.1分（满分10分）。在Metacritic上，10位影評人共給予了81分的分數（滿分100分），這部電影獲得了「一致好評」。

### 奖项
| 大奖               | 年份           | 奖项           | 获得者                                                                            | 结果 | 参考   |
| ------------------ | -------------- | -------------- | --------------------------------------------------------------------------------- | ---- | ------ |
| 威尼斯电影节       | 2024年9月3日   | 金獅獎         | 莫拉·德尔佩罗                                                                     | 提名 | [ 19 ] |
| 威尼斯电影节       | 2024年9月3日   | 評審團大獎     | 莫拉·德尔佩罗                                                                     | 獲獎 | [ 20 ] |
| 威尼斯电影节       | 2024年9月3日   | 最佳意大利电影 | 莫拉·德尔佩罗                                                                     | 獲獎 | [ 21 ] |
| 威尼斯电影节       | 2024年9月3日   | 最佳新锐女演员 | 玛蒂娜·斯科林奇                                                                   | 獲獎 | [ 21 ] |
| 威尼斯电影节       | 2024年9月3日   | 最佳首席电工   | 克里斯蒂安·德马蒂斯                                                               | 獲獎 | [ 21 ] |
| 芝加哥影展         | 2024年10月27日 | 金雨果奖       | 《山区新娘》                                                                      | 獲獎 | [ 22 ] |
| Camerimage         | 2024年11月23日 | 最佳摄影金蛙奖 | 米哈伊尔·克里希曼                                                                 | 提名 | [ 23 ] |
| 哥谭奖             | 2024年12月2日  | 最佳国际电影   | 莫拉·德尔佩罗、弗朗西斯卡·安德烈奥利、桑迪亚哥·丰德维拉、莱昂纳多·格拉·塞拉尼奥利 | 提名 | [ 24 ] |
| 歐洲電影獎         | 2024年12月7日  | 最佳影片獎     | 《山区新娘》                                                                      | 提名 | [ 25 ] |
| 歐洲電影獎         | 2024年12月7日  | 最佳導演獎     | 莫拉·德尔佩罗                                                                     | 提名 | [ 25 ] |
| 聖地牙哥影評人協會 | 2024年12月9日  | 最佳外语片     | 《山区新娘》                                                                      | 提名 | [ 26 ] |
| 金球獎             | 2025年1月5日   | 最佳外語片     | 《山区新娘》                                                                      | 提名 | [ 27 ] |